# NGC 3775
NGC 3775 في الفهرس العام الجديد، هي مجرة، تقع في كوكبة الباطية. اكتشفت في 1880 .

## روابط خارجية
- NGC 3775 على موقع ويكي سكاي: DSS2, SDSS, GALEX, IRAS, Hydrogen α, X-Ray, Astrophoto, Sky Map, Articles and images